# Deutsche Radio Philharmonie Saarbrücken Kaiserslautern
 (février 2018).
Si vous disposez d'ouvrages ou d'articles de référence ou si vous connaissez des sites web de qualité traitant du thème abordé ici, merci de compléter l'article en donnant les références utiles à sa vérifiabilité et en les liant à la section « Notes et références ».
Deutsche Radio Philharmonie Saarbrücken Kaiserslautern est un orchestre radio-symphonique allemand. L'orchestre a été créé en 2007 par la fusion des deux orchestres radio-symphoniques de Sarrebruck et de Kaiserslautern. 

## Histoire

### Dans l'Après-Seconde Guerre mondiale
En 1946, à Kaiserslautern, sous le gouvernement militaire français de la région, fut créé l'orchestre de radio. Parallèlement, à Sarrebruck, en 1946, fut créé, sous l'autorité militaire française, l'orchestre de la radio de Sarrebruck qui devint par la suite la Radio sarroise (SR).
En 1952, fut également constitué, par le chef Karl Ristenpart, l'orchestre de chambre de la Sarre, rattaché à la radio, à partir d'un groupe de musiciens venant de RIAS Berlin et d'un groupe de musiciens de l'orchestre radio-symphonique de la Sarre. Cet orchestre de chambre fut complètement intégré à l'orchestre radio-symphonique en 1973.

### L'orchestre actuel
La fusion de 2007 mit en place un orchestre de 98 musiciens (sur les 152 que totalisaient les deux orchestres précédents dont 107 de l'Orchestre  radio Sarrebruck).
L'orchestre actuel est cofinancé par la Radio sarroise (Saarländischer Rundfunk) et par la SWR Radiodiffusion du Sud-Ouest mais la tutelle appartient à la Radio de Sarre.  

### Chefs permanents
Orchestre radio-symphonique de Saarbruck
- 1946–1971 Rudolf Michl
- 1972–1984 Hans Zender
- 1984–1990 Myung-Whun Chung
- 1990–1995 Marcello Viotti
- 1996–2000 Michael Stern
- 2001–2006 Günther Herbig
- 2006–2007 Christoph Poppen

Orchestre radio-symphonique de Kaiserslautern
- 1946–1987 Emmerich Smola
- 1987–1995 Klaus Arp
- 1995–2001 Peter Falk
- 2002–2007 Grzegorz Nowak

Deutsche Radio Philharmonie Saarbrücken Kaiserslautern
- 2007–2011 Christoph Poppen
- 2011–2017 Karel Mark Chichon
- depuis 2017 Pietari Inkinen

### Place dans la vie musicale
Les salles où l'orchestre joue régulièrement sont le palais des congrès (Congresshalle) de Sarrebruck et la "Fruchthalle" à Kaiserslautern ainsi que les auditoriums de la Radio sarroise SR à Sarrebruck et SWR à Kaiserslautern.
Les concerts de la Deutsche Radio Philharmonie sont, grâce à la coopération radiophonique franco-allemande, radiodiffusés dans toute l'Europe. Des concerts de l'orchestre ont également fait l'objet de retransmissions télévisées, par Arte et par la première chaine de télévision allemande ARD. 
De nombreux enregistrements discographiques ont été faits par la Deutsche Radio Philharmonie :
- Intégrale des symphonies de Mendelssohn et des symphonies de Tchaikowsky, sous la direction de Christophe Poppen
- Sous la direction du chef invité Stanisław Skrowaczewski furent enregistrés l’intégrale des symphonies de Bruckner (Oehms Classics)
- Sous la direction du chef invité Jacques Mercier fut enregistrée l’intégrale des symphonies de Théodore Gouvy (CPO)
- En 2016 sous la direction de Karel Mark Chichon fut enregistrée l’intégrale des œuvres symphoniques de Antonín Dvořák.